# Indiase voetbalbond
De Indiase voetbalbond of All India Football Federation (AIFF) is de voetbalbond van India. De voetbalbond werd opgericht in 1937 en is sinds 1954 lid van de Aziatische voetbalbond, de AFC en sinds 1997 lid van de Zuid-Aziatische voetbalbond, de SAFF. In 1948 werd de bond lid van de FIFA.
Voor de oprichting van de AIFF was er al een andere vereniging actief die gezien wordt als de voorloper ervan. Sinds 1893 was de Indian Football Association (IFA) opgericht. Toen vooral geleid door Engelsen.
De voetbalbond is onder andere verantwoordelijk voor het Indiaas voetbalelftal en de Indian Super League.
Op dinsdag 16 augustus 2022 werd bekendgemaakt dat de FIFA de AIFF heeft geschorst nadat deze eerder door een Indiase rechtbank was ontbonden en het bestuur in handen was van drie personen. Volgens de FIFA wordt de bond te veel beïnvloed door andere organisaties. Dit heeft ook gevolgen voor het WK voor vrouwen onder 17, dat later dit jaar in India zou plaatsvinden. De FIFA besliste om dit toernooi niet in India te laten plaats vinden.

## President
In oktober 2021 was de president Praful Patel.